# Philibert Smellinckx
Philibert Smellinckx (* 17. Januar 1911 in Saint-Gilles; † 8. April 1977) war ein belgischer Fußballspieler auf der Position eines Abwehrspielers.

## Laufbahn

### Verein
Smellinckx war zwischen 1928 und 1946 bei Royale Union Saint-Gilloise aktiv. Er absolvierte 367 Spiele für seinen Verein, in denen er sieben Tore erzielte und gehörte zur legendären Union 60, die zwischen Januar 1933 und Februar 1935 in 60 aufeinander folgenden Ligaspielen der Ersten Division ungeschlagen blieb. In diesem Zeitraum gewann er mit seinem Club dreimal in Folge die belgische Meisterschaft. In den Jahren 1946–1949 ließ er seine Karriere beim unterklassigen Verein Gosselies Sport ausklingen.

### Nationalmannschaft
Zwischen 1933 und 1938 bestritt Smellinckx 19 Spiele für die belgische Nationalmannschaft, in denen er ohne Torerfolg blieb. Er stand im belgischen Aufgebot für die Fußball-Weltmeisterschaft 1934, bei der er im Spiel gegen Deutschland (2:5) zum Einsatz kam. Smellinckx wurde auch in den Kader für die Fußball-Weltmeisterschaft 1938 berufen, im Verlauf des Turniers jedoch nicht eingesetzt.

## Erfolge
- Belgischer Meister (3): 1933, 1934, 1935